# یوشینوبو مینووا
یوشینوبو مینووا (به انگلیسی: Yoshinobu Minowa) بازیکن فوتبال اهل ژاپن و عضو تیم ملی فوتبال ژاپن است که در تاریخ ۱۲ اکتبر ۲۰۰۵ میلادی اولین بازی ملی‌اش را انجام داد. او در ۱ بازی ملی حضور داشت و آخرین بازی ملی خود را در تاریخ ۱۲ اکتبر ۲۰۰۵ میلادی انجام داد. یوشینوبو مینووا در بازی‌های ملی‌اش
گلی به ثمر نرساند.